# Travelogue
Travelogue är den danska musikgruppen Kashmirs debutalbum. Albumet producerades av Poul Martin Bonde och släpptes på Sony Records den 17 februari 1994.

## Låtlista
1. The Story of Jamie Fame Flame
2. Art of Me
3. Rose
4. Leather Crane
5. Dont Look Back It's Probably Hypochondriac Jack Having a Heart Attack
6. Youth
7. Little Old Birdy Funk Thing
8. Yellow
9. Christians Dive
10. Vicious Passion